# 群山埠頭駅
群山埠頭駅（クンサンブドゥえき）は、大韓民国全羅北道群山市にかつて存在した群山貨物線の鉄道駅である。

## 歴史
- 1931年8月1日：群山線が群山駅（現・群山貨物駅）から延伸された際の終着駅として、群山港駅（군산항역）が開業[1]。
- 1935年5月11日：朝鮮総督府鉄道局が当駅を起点としていた群山府営鉄道の路線の一部を賃借、群山港駅の引込線として使用開始[2]。
- 1942年11月1日：貨物取扱開始[3]。
- 1943年12月1日：群山埠頭駅が開業[4]。同時に群山港駅は廃止[5]。
- 1945年以降：群山埠頭駅廃止。